# Кастрофилиппо
Кастрофилиппо (итал. Castrofilippo) — коммуна в Италии, располагается в регионе Сицилия, подчиняется административному центру Агридженто.
Население составляет 3237 человек, плотность населения составляет 190 чел./км². Занимает площадь 17 км². Почтовый индекс — 92020. Телефонный код — 0922.
Покровителем коммуны почитается святой Антоний Великий, празднование  17 января.